# A New Dimension of Might
A New Dimension of Might es el tercer álbum de estudio de la banda de metal gótico noruega Trail of Tears, siendo el de mejor aceptación del público a la fecha.
El bonus track es una versión de la canción “Caffeine” por la banda Faith No More, contenido en su álbum Angel Dust.

## Lista de canciones
1. "Ecstatic" - 5:49 (Hansen, Thorsen)
2. "A Fate Sealed In Red" - 6:11 (Hagen, Hansen, Heiseldal, Thorsen)
3. "Crashing Down" - 4:23 (Hagen, Hagen, Hansen, Heiseldal)
4. "Obedience In the Absence of Logic" - 6:37 (Hagen, Hansen, Pérez, Thorsen)
5. "Liquid View" - 6:21 (Hansen, Heiseldal, Thorsen)
6. "Denial and Pride" - 4:08 (Hagen, Hagen, Hansen, Heiseldal)
7. "The Call of Lust" - 5:29 (Hagen, Hansen, Heiseldal, Thorsen)
8. "Splendid Coma Visions" - 3:35 (Hagen, Hansen, Heiseldal, Thorsen)
9. "Bloodred Trance" - 7:18 (Hagen, Hansen, Thorsen)

Bonus track
1. "Caffeine" (cover de Faith No More) - 4:23

## Personal

### Trail of Tears
- Ronny Thorsen - Vocales
- Cathrine Paulsen - Vocales
- Runar Hansen - Guitarra
- Terje Heiseldal - Guitarra
- Kjell Rune Hagen - Bajo
- Frank Roald Hagen - Teclados
- Jonathan Pérez - Batería

### Músicos invitados
- Kjetil Nordhus - Vocales
- Damien Surian y Hubert Piazzola - Coros

### Producción e ingeniería
- Terje Refsnes y Trail of Tears - producción.
- Nieraj Singh - arte cubietrta
- Florian Lacina - diseño de cubierta
- Emile M.E. Ashley - fotografía
- Ingeniería y mezcla por Terje Refsnes
- Masterizado por Mika Jussila en el Finvox Studio, Finlandia